# 艾迪·海伍德

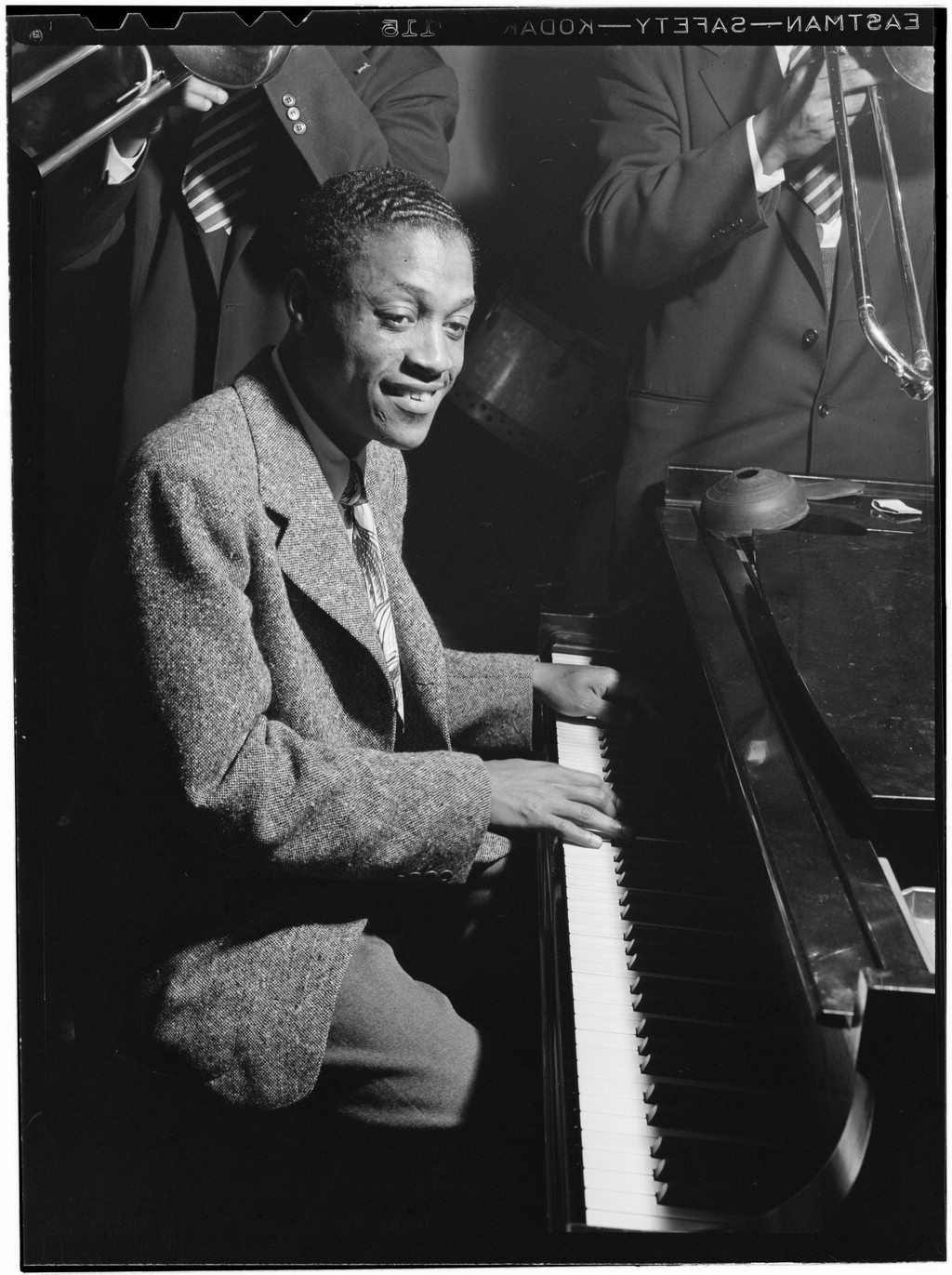
艾迪·海伍德

小艾迪·海伍德（Eddie Heywood, Jr，1915年12月4日—1989年1月3日）， 是1940年代爵士樂鋼琴家。他的父親，老艾迪·海伍德同樣在1920年代演奏爵士樂。海伍德曾與許多著名爵士樂手合作，像在1932年與偉曼·卡佛(Wayman Carver)、1934年到1937年與 Clarence Love、1939到1940年移居紐約時與班尼·卡特(Bennt Carter)合作。